# Huntington (Staffordshire)
Huntington is een civil parish in het bestuurlijke gebied South Staffordshire, in het Engelse graafschap Staffordshire met 3.720 inwoners.

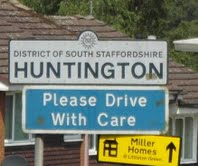